# Rudie Wolf
Rudie Wolf is een Surinaams taekwondoka.

## Biografie
Rudie Wolf was aangesloten bij de taekwondoschool Yu-Sin van Ramon Tjon A Fat.
In 1980 nam hij deel aan het eerste Open Internationaal Taekwondo Toernooi van Suriname en behaalde de zilveren medaille. In 1982 werd de Surinaamse budo-organisatie lid van de International Taekwon-Do Federation, waardoor er meer toegang ontstond tot internationale toernooien. Wolf, evenals de taekwondoka's Selwijn Balijn en Glenn Gemerts, namen dat jaar als eerste Surinamers deel aan het Pan-Amerikaans kampioenschap taekwondo. Dat jaar won hij nog geen medaille, maar in in 1984 behaalde hij brons toen het kampioenschap in Paramaribo werd gehouden. Het jaar erop nam hij deel aan de Wereldspelen in Londen en ging hij zonder medaille naar huis.

## Palmares
- 1980:  Open Internationaal Taekwondo Toernooi Suriname[1]
- 1984:  Pan-Amerikaans kampioenschap taekwondo[2]